# هلع النواة
ذعر النواة أو هلع النواة هو نوع من تدابير الأمان التي تتخذها نواة نظام التشغيل عندما تكتشف خطأ قد يمنعها من العمل بشكل صحيح (حيث يظهر رسالة خطأ). يُستخدم هذا المصطلح بصفة عامة مع أنظمة يونكس والشبيهة بيونكس. وأيضاً يوجد الخطأ في ويندوز حيث تظهر ما تسمى شاشة الموت الزرقاء.

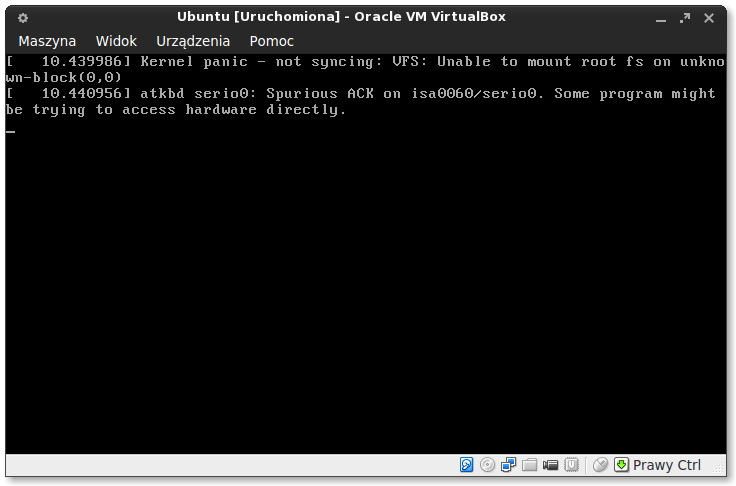

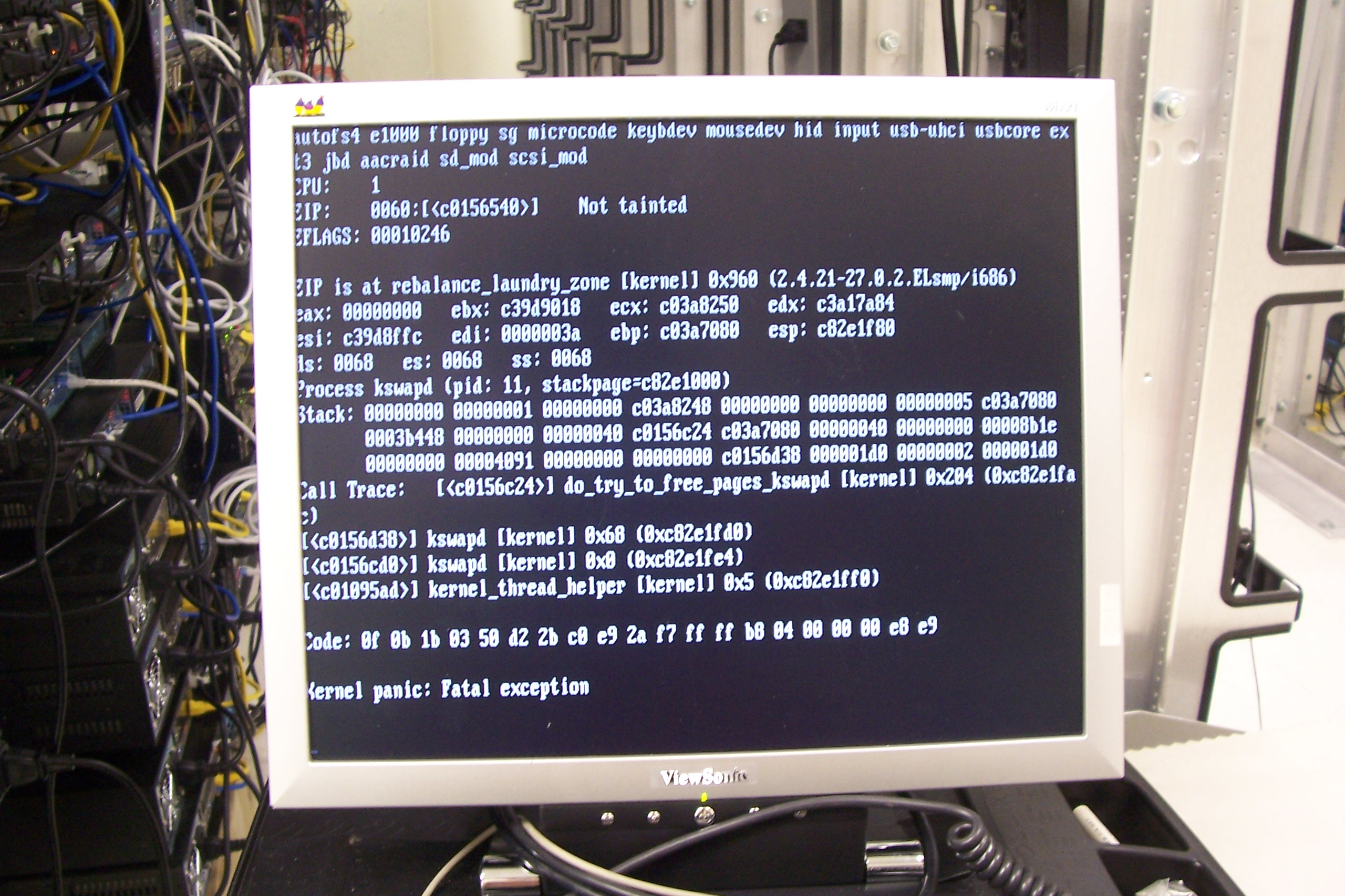